# Ivanić-Grad
Ivanić-Grad es una ciudad de Croacia en el condado de Zagreb.

## Geografía
Se encuentra a una altitud de 102 m s. n. m. a 41,5 km de la capital nacional, Zagreb.

## Demografía
Según estimación 2013 contaba con una población de 9720 habitantes.